# اسماعیل جاکوبس
اسماعیل جاکوبس (انگلیسی: Ismail Jakobs؛ زادهٔ ۱۷ اوت ۱۹۹۹) بازیکن فوتبال اهل آلمان است.
از باشگاه‌هایی که در آن بازی کرده‌است می‌توان به باشگاه فوتبال کلن اشاره کرد.
وی همچنین در تیم ملی فوتبال زیر ۲۱ سال آلمان بازی کرده‌است.